# جواهرات ملی ایران

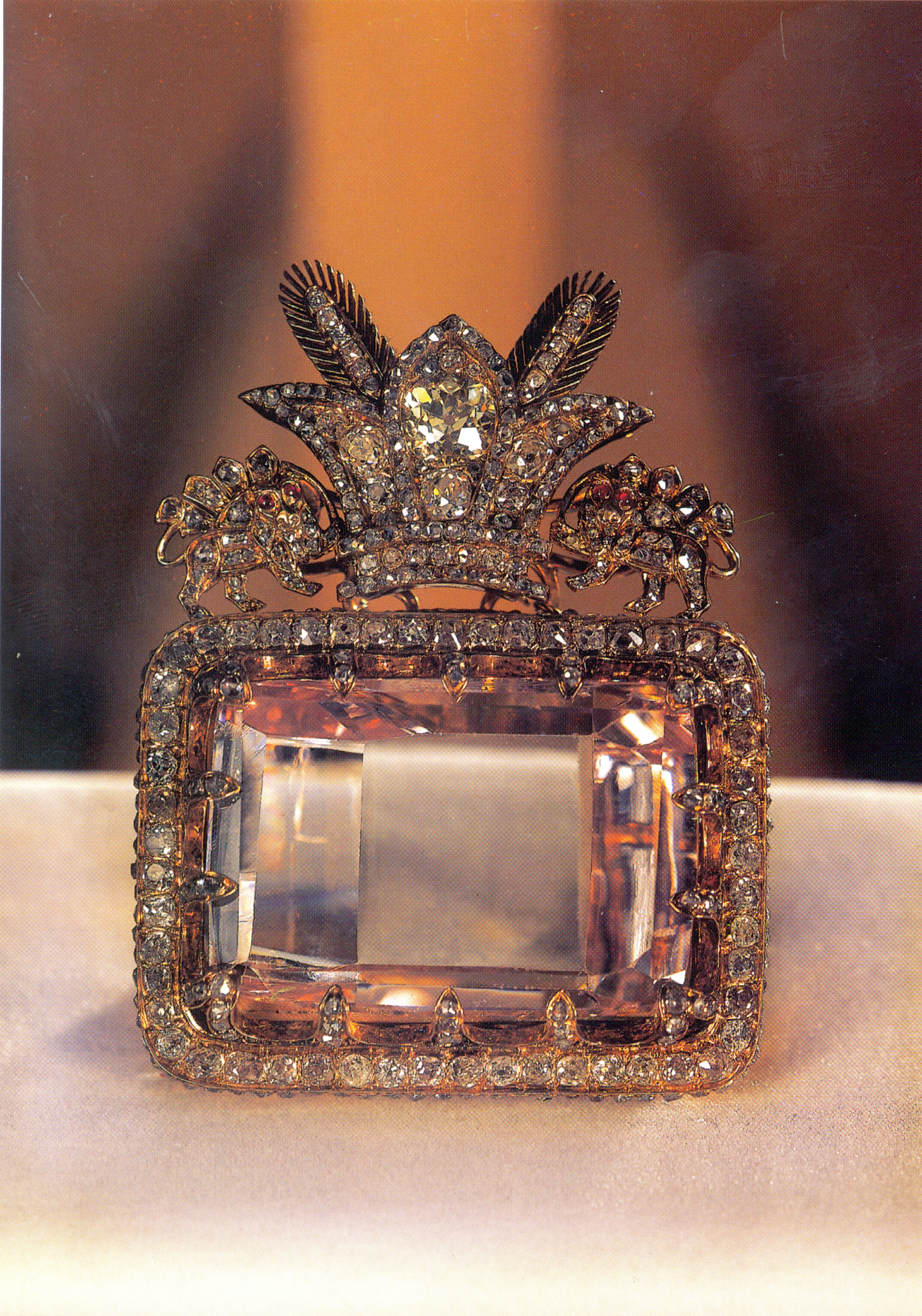
الماس دریای نور

جواهرات ملی ایران (تا پیش از سال ۱۳۵۷ جواهرات سلطنتی ایران) به مجموعه‌ای از جواهرات سلطنتی گفته می‌شود که طی صدها سال توسط پادشاهان مختلف ایران جمع‌آوری گردیده و چه به صورت پیاده و چه به صورت ساخته شده اکنون در موزه جواهرات ملی ایران وابسته به بانک مرکزی جمهوری اسلامی ایران نگهداری می‌شوند. آغاز جمع‌آوری این جواهرات به صورت جدی به دوران صفویه بازمی‌گردد و پس از آن گاهی پادشاهانی قطعاتی را به آن افزوده‌اند و گاهی در هنگام تغییر حکومت‌ها، بخش‌هایی از آن به تاراج رفته‌است. این مجموعه یکی از بزرگترین مجموعه‌های جواهر در جهان بوده و قدمت برخی از جواهرات این مجموعه به اساطیر و پیش از تاریخ بازمی‌گردد. این جواهرات امروزه به عنوان بخشی از فرهنگ و تاریخ ایران شناخته شده و همچون سایر عناصر شناخت فرهنگی مانند معماری، رسوم، رقص و هنر عنصری برای شناخت فرهنگ ایرانی به‌شمار می‌رود. تا پیش از انقلاب ۱۳۵۷ ایران، در برخی از مراسم رسمی همچون ازدواج‌ها و تاجگذاری از جواهرات ملی استفاده می‌شد.

## تاریخچه
استفاده از جواهرات در ایران ریشه بسیار کهن دارد. در طول تاریخ، پادشاهان ایران هرگاه از جنگ‌های خارجی و ناآرامی‌های داخلی فراغتی حاصل می‌نمودند، به تجمل و جمع‌آوری جواهرات همت می‌گماشتند. با حمله اعراب به ایران، بخش عمده‌ای از این جواهرات از بین رفت که داستان فرش بهارستان خسرو، از جمله رقت‌بارترین حوادث است. حکومت‌های پس از اسلام نیز بعد از مدت کوتاهی به تدریج در جمع‌آوری این نفایس کوشیده‌اند که بخشی از این جواهرات (دوران اسلامی) هنوز در ایران موجود است. با این‌حال تا دورهٔ صفویان اطلاعات دقیقی راجع به چگونگی جمع‌آوری و نگهداری این نفایس وجود ندارد.

### دورهٔ صفویان

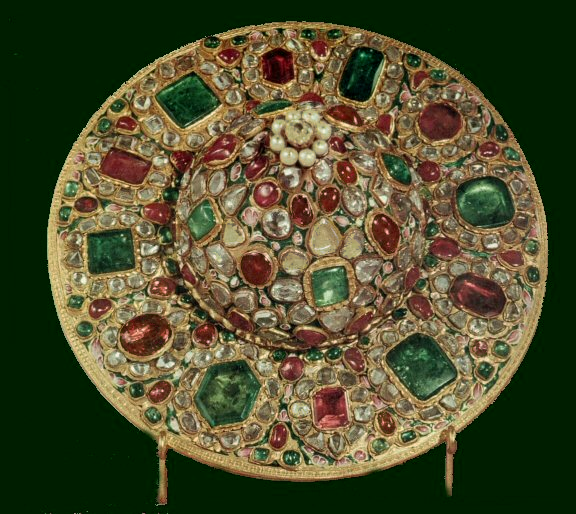
بشقاب مرصع سرپوش‌دار

در دورهٔ صفویه، با ورود خارجیان و سیاحان و سفرنامه‌نویسان غربی، اطلاعات مدون‌تری در این خصوص باقی مانده‌است. در این دوره و به‌خصوص در زمان سلطنت شاه‌عباس بزرگ، فتوحات متعدد مرزی، انتظام و امنیت داخلی و در نهایت روابط گستردهٔ سیاسی و اقتصادی خارجی دولت، باعث شد تا اعتبار مالی و قدرت اقتصادی ایران افزایش یافته و دربار ایران به جمع‌آوری جواهر روی آورد. به‌طور کلی خزائن نفایس شاه عباس صفوی، که به نظر ژان شاردن سیاح و جواهر فروش فرانسوی یکی از بزرگ‌ترین مجموعه‌های زمان خود بوده‌است، عموماً از یکی از منابع زیر جمع‌آوری شده‌است:
- میراثی که از پیش از صفویه در خزائن دولتی باقی‌مانده بود.
- تولید معادن خراسان و ترکستان و مرواریدهای خلیج فارس
- هدایای اهدایی سلاطین خارجی و حکام محلی
- غنایم جنگی
- خرید از جهانگردان اروپایی مانند ژان باتیست تاورنیه و ژان شاردن
- خرید از بازارهای هند، عثمانی، ایتالیا و فرانسه

### حملهٔ افغان‌ها
با سقوط اصفهان در زمان شاه سلطان حسین، این گنجینهٔ عظیم به‌دست مهاجمین افغان افتاد. در هنگام اشغال اصفهان، محمود افغان گروهی را به سرپرستی محمدقلی‌خان صدراعظم مأمور جمع‌آوری جواهرات از خزانهٔ سلطنتی کرد. با اینکه این‌کار ابتدا با نظم انجام شد، ولی اندکی که گذشت، سربازان رشته اطاعت گسستند و بخشی از جواهرات که هنوز به‌دست سران اشغالگران نیافتاده بود، تاراج شد. از آن‌جا که وضع آشفتهٔ ایران جنگ‌زده برای تجارت چنین کالایی مناسب نبود، بخش عمده‌ای از این گنجینه توسط سوداگران از سربازان خریداری و در بازارهای هندوستان و دربار سلاطین تیموری هند به فروش رفت.

### افشاریان

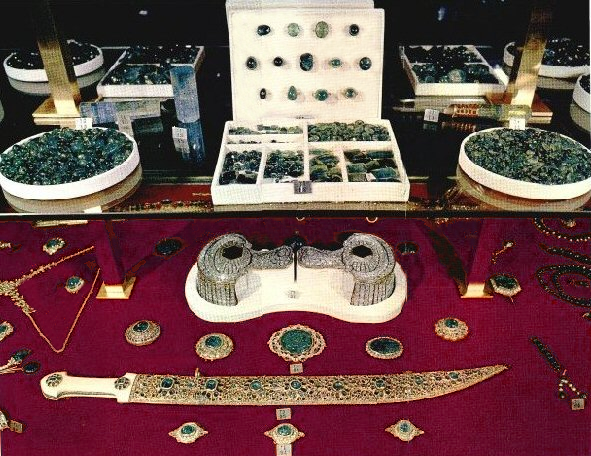
بخشی از جواهرات نادرشاه

با فتح اصفهان توسط نادرشاه و شکست افغان‌ها، قسمتی از جواهراتی که توسط محمود افغان جمع‌آوری شده بود به‌دست شاه تهماسب دوم و نادر افتاد و بخشی از آن نیز توسط سران افغان به شهرهای جنوبی برده شد. با تعقیب فراریان این جواهرات نیز به دست نادر افتاد. نادرشاه برای پس گرفتن آن بخش از جواهرات که به هند رفته بود، چندین بار با دربار هند مکاتبه نمود ولی نتیجه‌ای نگرفت. با پایان جنگ کرنال و فتح هندوستان به‌دست نادر، این جواهرات به همراه بخشی از جواهرات محمدشاه گورکانی پادشاه هند به ایران بازگشت. جواهرات بازگشتی همچنین شامل بخشی از جواهرات محمدشاه بود که به موجب قرارداد ترک مخاصمه شلیمار به‌عنوان جبران یکصد و پنجاه کرور تومان خسارت جنگ به نادر تسلیم شد.
همهٔ جواهرات ارسالی از هند به ایران نرسید و مجدداً برخی از آن‌ها در راه غارت و بخشی نیز به‌عنوان هدیه توسط نادر به امرا و حکام و سلاطین همسایه همچون کاترین (ملکهٔ روسیه)، سلطان محمودخان (پادشاه عثمانی) و ابوالفیض‌خان (امیر بخارا) پیشکش شد. نادر همچنین مقادیری از این جواهرات را به آستانه علی‌بن موسی‌الرضا تقدیم نمود و مقداری نیز میان سپاهیان وی تقسیم شد. با قتل نادر در ۱۱۶۰ قمری، یکی از سرداران او به نام احمدخان به غارت جواهرات پرداخت و بخشی از آن همچون الماس مشهور کوه نور دوباره از ایران خارج گردید. بخش دیگری از آن سرانجام پس از چندین بار دست به دست شدن در اختیار آقامحمدخان قاجار قرار گرفت.

### دورهٔ قاجاریان
آقامحمدخان قاجار که برای به‌دست آوردن این جواهرات مجبور شده بود شاهرخ‌شاه را به‌شدت شکنجه کند، تلاش زیادی برای حفظ و نگهداری از این جواهرات نمود. فتحعلی‌شاه نیز به ضبط جواهرات علاقه داشت و تخت نادری، شمشیر جهانگشای نادری، کلاه مرواریددوزی شده، تاج کیانی و تخت طاووس (قاجاری) به دستور وی ساخته شد. در زمان ناصرالدین‌شاه نیز کوشش‌هایی برای جمع‌آوری این جواهرات به عمل آمد و همچنین از بخشی از جواهرات پیاده موجود، برای ساخت زینت‌آلاتی همچون کمربند زرین و کرهٔ جواهرنشان استفاده شد. در زمان ناصرالدین‌شاه یکی از جواهرات تخت طاووس توسط جوانی به سرقت رفت. کامران میرزا با اخذ امان‌نامه از شاه، موفق گردید سارق و جواهر سرقت‌شده را کشف کند. با این‌حال شاه دستور داد تا سارق را به‌شکل فجیعی اعدام کنند و در پاسخ نارضایتی کامران میرزا از اعدام سارق بر خلاف امان‌نامه چنین نوشت:
گویا از اعدام آن جوان آزرده خاطر شدید… بدانید که این جواهرات … مال پدر ما نیست. آنچه در دست ماست، متعلق به ملت و کشوری است که آن را به ما سپرده‌اند…
جواهرات ملی ایران در زمان مظفرالدین‌شاه برای نخستین بار تقویم گردیدند. محمدعلی‌شاه در زمانی که از مشروطه‌خواهان شکست خورد و به سفارت روسیه پناهنده شد، بخشی از این جواهرات از جمله الماس دریای نور را با خود به داخل سفارت برد و ادعا نمود که این جواهرات اموال شخصی او هستند. بر اثر پافشاری مشروطه‌خواهان در مذاکرات، ناچار بخشی از جواهرات مزبور (از جمله دریای نور) مجدداً به کاخ گلستان بازگشت. در جریان سفر دوم احمدشاه به اروپا، شایعه‌ای مبنی بر سرقت جواهرات ملی توسط او در تهران منتشر گردید. مجلس شورای ملی هیئتی را به ریاست ارباب کیخسرو مأمور بررسی موضوع نمود که با بررسی انجام‌شده و تطبیق جواهرات با فهرست تهیه‌شده در زمان مظفرالدین‌شاه و محمدعلی‌شاه، مشخص گردید که شایعهٔ مزبور صحت نداشته‌است.

### دوران پهلوی
در دورهٔ رضاشاه جواهرات ملی توسط کارشناسان جواهرشناس فرانسوی (کمپانی بوشرون) بازدید و صورت‌برداری شد و سپس بخش عمدهٔ آن در صندوق‌هایی از کاخ گلستان به بانک ملی انتقال یافت. بخش کوچک‌تری نیز جهت بازدید در کاخ موزهٔ گلستان باقی ماند. بخشی نیز توسط رضاشاه به امرای محلی یا نمایندگان خارجی تقدیم گردید. قطعاتی نیز به‌طور امانت برای مراسم ازدواج فوزیه و محمدرضا پهلوی در سال ۱۳۱۶ تسلیم خانواده سلطنتی شد که این قسمت اخیر نیز هیچ‌گاه به‌طور کامل به خزانه بازنگشت. در سال ۱۳۲۰ هیئتی از سوی مجلس شورای ملی مأمور تحقیق در این امر شد که گزارش‌های این تخلفات، تقدیم مجلس شد و در جراید وقت نیز انتشار یافت. ولی نتیجهٔ ثمربخشی حاصل نگردید. در همین دوره انگلستان پیشنهاد داد تا از محل فروش این جواهرات، کار ساخت راه‌آهن سراسری کشور شکل بگیرد و سرمایهٔ لازم برای تشکیل یک بانک ایرانی تهیه شود. رضاشاه موفق گردید بدون اجرای این پیشنهاد، به هر دو هدف برسد.
در دوران سلطنت محمدرضا پهلوی، شمشیر نفیس مرصعی که به منظور برگزاری مراسم و تشریفات تدفین رضاشاه به مصر ارسال گردیده بود، توسط ملک فاروق پادشاه مصر و برادر زن شاه به سرقت رفت. ماجرا توسط دربار ایران پیگیری گردید، ولی به نتیجه نرسید و مکتوم ماند. سال‌ها بعد و پس از سرنگونی خاندان سلطنتی مصر در سال ۱۳۳۱، موضوع ابتدا توسط مجلهٔ روزالیوسف در قاهره و سپس توسط خواندنیها در تهران برملا گردید.

## نگهداری و استفاده
در زمان پادشاهی رضاشاه در سال ۱۳۰۸ خورشیدی، این جواهرات با قانون مصوب مجلس شورای ملی به‌عنوان پشتوانهٔ اسکناس در اختیار بانک ملی ایران قرار گرفت. از سال ۱۳۲۲ در یکی از خزانه‌های بانک ملی به نمایش عمومی گذاشته شد و در سال ۱۳۳۴ ساختمان خزانه فعلی برای آن ساخته شد. جواهرات در سال ۱۳۳۹ و پس از این‌که مالکیت آن‌ها به بانک مرکزی منتقل گردید به موزهٔ جواهرات ملی انتقال یافت.

## ارزش
اگرچه ارزش جواهرات ملی ایران به ارزش اقتصادی آن محدود نمی‌شود، ولی از جواهرات ملی ایران به‌عنوان پشتوانهٔ قدرت و ذخیرهٔ خزانهٔ کشور و گاه به‌عنوان پشتوانهٔ پول منتشر شده توسط بانک مرکزی استفاده می‌شده‌است. از نظر فنی به لحاظ منحصر به فرد بودن، بی‌نظیر بودن و اهمیت تاریخی، قیمت‌گذاری برای چنین جواهراتی (حتی به‌طور تقریبی) برای زبده‌ترین کارشناسان و ارزیابان نیز مقدر نیست. برخی تاریخ‌نگاران تنها ارزش جواهرات غنیمتی هند را به ارزش آن زمان حدود هفتاد کرور روپیه برآورد نموده‌اند.

## گوناگونی جواهرات
از معروف‌ترین اقلام ساخته‌شدهٔ جواهرات ملی می‌توان به تاج پهلوی، دریای نور، تاج شهبانو، کمربند زرین، جقه نادری، تاج کیانی، کرهٔ جواهرنشان و ساعت اهدایی ملکه ویکتوریا به ناصرالدین‌شاه اشاره نمود. علاوه بر این اقلام، صدها قطعهٔ ساخته‌شده مانند کوزه‌های قلیان، کلاه مرواریددوزی شده، انفیه‌دان زمرد، شمعدان مرصع، آفتابه لگن مرصع، تنگ زرین، ظرف‌ها و سرپوش‌های غذا از طلا، گلدان و آینه و شمعدان، سر قلیان، قندان، قوری، سینی، کاسه، شمشیر و قمه، انگشتری‌های مختلف، سر علم، انواع جقه، انواع قلمدان و ساعت، انواع گل و سنجاق سینه، انواع گل کمر، انواع تفنگ مرصع، انواع سنجاق، هزاران مسکوک مختلف، قوطی، مدال، جبه‌ها و شنل‌های مرواریددوزی شده، انواع نشان‌های دول مختلف، سپر، کلاه، قهوه‌خوری و هزاران قطعه جواهرات بسیار نفیس پیاده بخشی از این گنجینه را تشکیل می‌دهند.

## نگارخانه

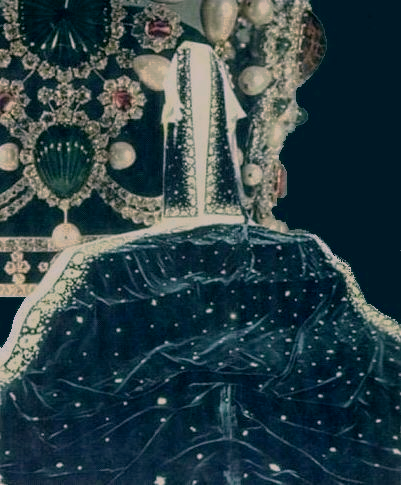
شنل جواهرنشان شهبانو
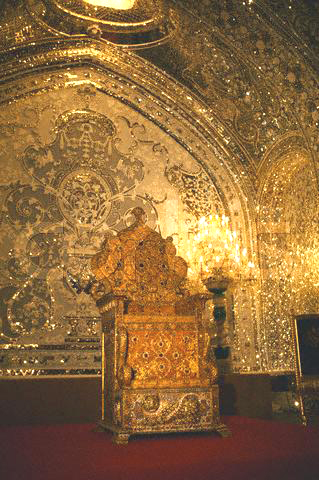
تخت نادری
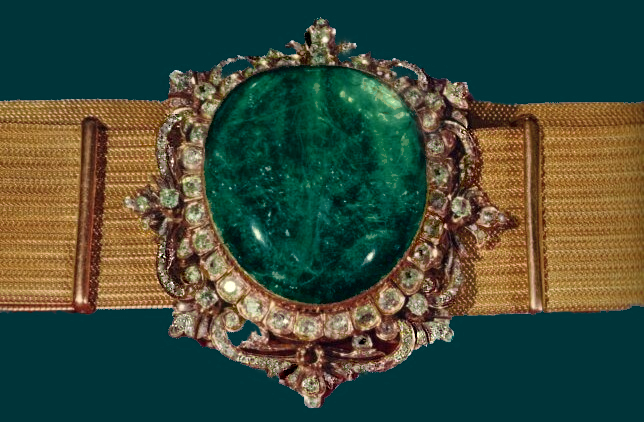
کمربند زرین
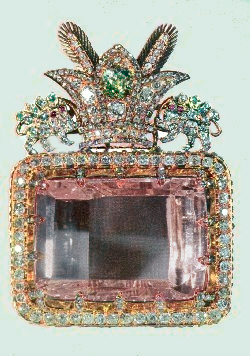
دریای نور
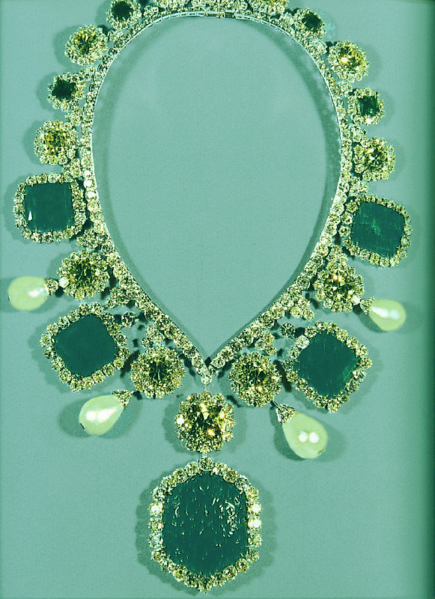
گردنبند فرح پهلوی
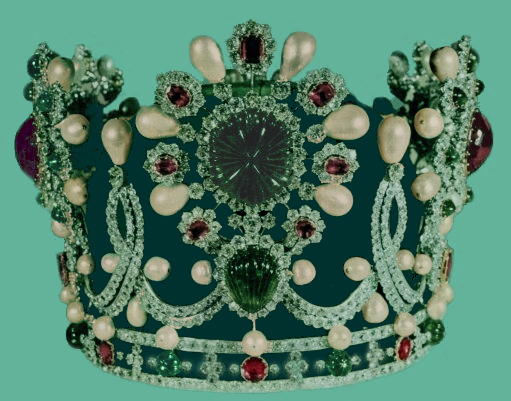
تاج شهبانو
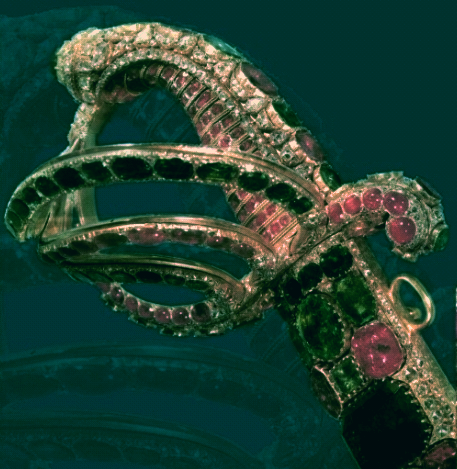
شمشیر جواهرنشان
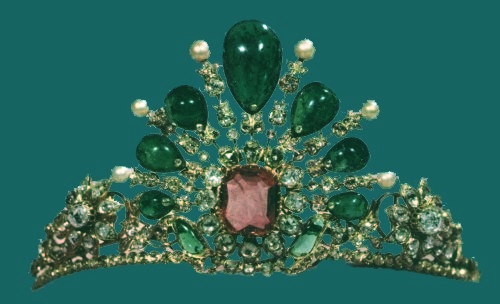
نیمتاج فاطمه پهلوی
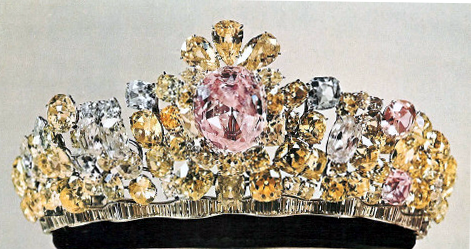
الماس نورالعین